# 博福特島

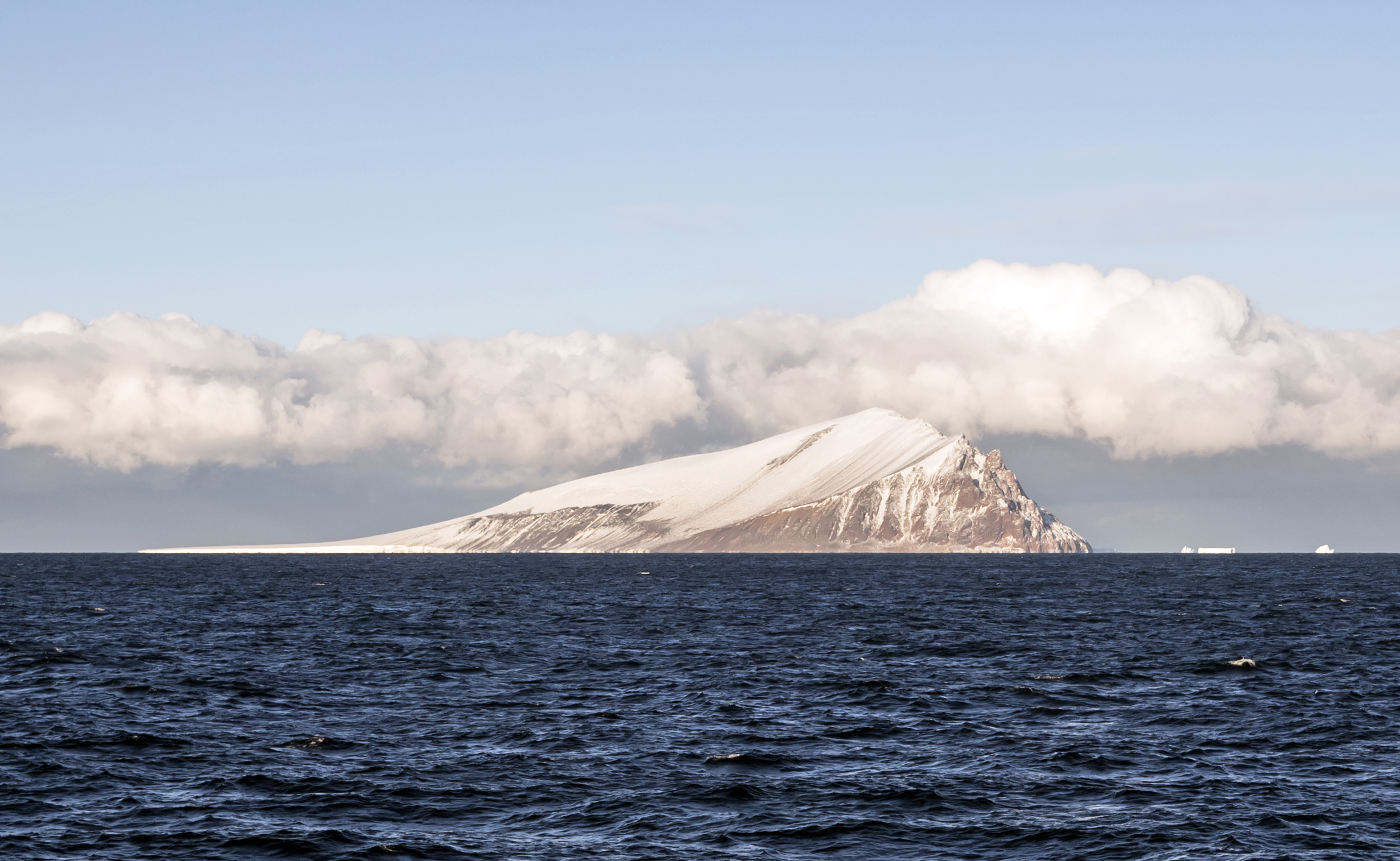

博福特島是南極洲的島嶼，位於羅斯海海域，距離羅斯島21公里，長7公里、寬3.2公里，面積18.4平方公里，最高點海拔高度771米，該島由玄武岩組成。
76°56′S 166°56′E / 76.933°S 166.933°E